# فيسينس ماتيو زامورا
فيسينس ماتيو زامورا (من مواليد 3 ديسمبر 1961) دبلوماسي وسياسي من أندورا. كان في النقابة العامة للمجلس العام، والهيئة التشريعية في أندورا بغرفة واحدة. حاصل على درجة الدكتوراه في الفلسفة وماجستير في إدارة الأعمال ودرس القانون أيضًا. عمل أستاذا للفلسفة والأدب في مدرسة سان إرمينغول والجامعة الوطنية للتعليم عن بعد. كان سفير أندورا في إسبانيا وفرنسا، ومندوباً لدى اليونسكو. كان أمينًا عامًا لوزارة التعليم الفني والثقافة والشباب (1990-1991)، وعضوًا مؤسسًا للمبادرة الديمقراطية الوطنية، والزعيم الوطني لـ المبادرة الديمقراطية الوطنية (1993 ،1996)، والمستشار العام لفترتين (1994 -1997 و1997-2001) وعضو مؤسس في المركز الجديد.